# Wapen van Leek

Het wapen van Leek

Het wapen van Leek werd op 25 oktober 1902 per koninklijk besluit door de Hoge Raad van Adel aan de Groninger gemeente Leek toegekend. Het wapen is de uitbeelding van een lokale legende vergelijkbaar met het verhaal van Joris en de draak: de ridder heeft een draak nabij het kasteel Nienoord gedood. Bij het gevecht is er brand ontstaan waar de ridder op het wapen naar kijkt. Vanaf 2019 is het wapen niet langer als gemeentewapen in gebruik omdat de gemeente Leek in de nieuwe gemeente Westerkwartier op is gegaan.

## Blazoenering
De blazoenering van het wapen luidt als volgt:
In zilver een omgewende en omziende ridder in stalen (azuren) wapenrusting, de helm met gesloten vizier en gepluimd, alles van dezelfde kleur als de wapenrusting, gezeten op een omgewend galoppeerend paard van sabel, getoomd, getuigd en gezadeld van natuurlijke kleur, met een schabrak van zilver op een grasgrond. Het schild gedekt met een gouden kroon van 3 bladeren en 2 paarlen.
Het wapen is van zilver waarop een zwart paard staat dat naar links, voor de kijker rechts, galoppeert. Op het paard een naar achteren kijkende ridder in een blauw harnas. Tussen het paard en de ridder een zadel van natuurlijke kleur (in de meeste gevallen rood-bruin) en een zilveren sjabrak. Het geheel staat op een groene ondergrond. Op het schild een gouden gravenkroon.
Adorp
· Aduard
· Appingedam
· Baflo
· Bedum
· Beerta
· Bellingwedde
· Bellingwolde
· Bierum
· De Marne
· Delfzijl 
· Eemsmond
· Eenrum
· Ezinge
· Finsterwolde
· Grijpskerk
· Grootegast
· Haren
· Hefshuizen
· Hoogezand
· Hoogezand-Sappemeer
· Hoogkerk
· Kantens
· Kloosterburen
· Leek
· Leens
· Loppersum
· Marum
· Meeden
· Menterwolde
· Middelstum
· Midwolda
· Muntendam
· Nieuweschans
· Nieuwe Pekela
· Nieuwolda
· Noordbroek
· Noorddijk
· Oldehove
· Oldekerk
· Onstwedde
· Oosterbroek
· Oude Pekela
· Reiderland
· Sappemeer
· Scheemda
· Slochteren
· Stedum
· Ten Boer
· Termunten
· Uithuizen
· Uithuizermeeden
· Ulrum
· Usquert
· Vlagtwedde
· Warffum
· Wedde
· Wildervank
· Winschoten
· Winsum
· 't Zandt
· Zuidbroek
· Zuidhorn